# Campionat del Món d'esgrima de 1961
El Campionat del Món d'esgrima de 1961 fou la setzena edició del Campionat del Món d'esgrima. Es va disputar a Torí, Itàlia.

## Resultats

### Resultats masculins
| Proves            | Or | Plata | Bronze |
| Floret individual | Ryszard Parulski | Jenő Kamuti                                                                                                 | Mark Midler |
| Floret per equips | Unió SovièticaMark Midler · Yuriy Rudov · Aleksandr Sevelyov · Yuriy Sisikin · German Sveshnikov · Viktor Zhdanovich | HongriaFerenc Czvikovszky · Jenő Kamuti · László Kamuti · Kázmér Pacséri · Sándor Szabó · József Gyuricza   | PolòniaRyszard Parulski · Egon Franke · Witold Woyda · Zbigniew Skrudlik · Janusz Różycki · Henryk Nielaba       |
| Espasa individual | Jacques Guittet | Hans Lagerwall                                                                                              | Tamás Gábor |
| Espasa per equips | Unió SovièticaArnold Chernushevich · Valentin Chernikov · Bruno Habārovs · Guram Kostava · Dmitri Liulin             | FrançaPhilippe Schraag · Yves Dreyfus · Jacques Guittet · Armand Mouyal · Gérard Lefranc · Claude Bourquard | SuèciaGöran Abrahamsson · Ivar Genesjö · Hans Lagerwall · Orvar Lindwall · Berndt-Otto Rehbinder · Axel Wahlberg |
| Sabre individual  | Iàkov Rilski | Emil Ochyra                                                                                                 | Wojciech Zabłocki                                                                                                |
| Sabre per equips  | PolòniaJerzy Pawłowski · Wojciech Zabłocki · Emil Ochyra · Ryszard Zub · Franciszek Sobczak · Jerzy Wandzioch        | Unió SovièticaUmiar Mavlikhànov · Núgzar Assatíani · Ievheni Txerepovski · Iàkov Rilski · Valeri Shchitny   | HongriaTamás Mendelényi · Péter Bakonyi · Gábor Delneky · Zoltán Horváth · Rudolf Kárpáti · Miklós Meszéna       |

### Resultats femenins
| Proves            | Or | Plata | Bronze                                                                                  |
| Floret individual | Heidi Schmid | Aleksandra Zabelina                                                                                                   | Valentina Rastvorova                                                                    |
| Floret per equips | Unió SovièticaGalina Gorochova · Diana Nikanchikova · Tatiana Liubetskaia · Valentina Prudskova · Valentina Rastvorova · Aleksandra Zabelina | HongriaKatalin Juhász-Nagy · Ildikó Rejtő · Magdolna Nyári-Kovács · Lídia Dömölky-Sákovics · Judit Ágoston-Mendelényi | RomaniaAna Ene · Olga Orban-Szabo · Ecaterina Orb-Lazăr · Maria Vicol · Geta Sachelarie |

## Medaller
| Posició | País           | Or | Plata | Bronze | Total |
| 1       | Unió Soviètica | 4  | 2     | 2      | 8     |
| 2       | Polònia        | 2  | 1     | 2      | 5     |
| 3       | França         | 1  | 1     | 0      | 2     |
| 4       | RFA            | 1  | 0     | 0      | 1     |
| 5       | Hongria        | 0  | 3     | 2      | 5     |
| 6       | Suècia         | 0  | 1     | 1      | 2     |
| 7       | Romania        | 0  | 0     | 1      | 1     |